# Quercus lanata
Quercus lanata — вид рослин з родини букових (Fagaceae), поширений у південній і південно-східній Азії.

## Опис
Це вічнозелене дерево заввишки 4–18(30) метрів. Кора товста, коричнево-попелясто-сіра. Молоді гілочки густо запушені, стають частково безволосими. Листки жорсткі, гладкі, яйцювато-довгасті, 10–22 × 3–9 см; знизу іржаво біло вовнисті, іноді лише вздовж жил; верхівка тупа, більш-менш загострена; основа округла або широко-конічна; край цілий або злегка зубчастий у верхівковій половині; ніжка листка сіро-коричнево-вовниста, стає голою, завдовжки 6–25 мм. Маточкові суцвіття завдовжки 4–14 см. Жолуді поодинокі або в парі, еліпсоїдно-яйцеподібні, верхівка гостра, у діаметрі 9–12 мм, завдовжки 11–18 мм; чашечка сидяча, діаметром 1 см, охоплює від 1/3 до 1/2 горіха.
Цвітіння у червень — липень; жолуді дозрівають на перший чи другий рік.

## Середовище проживання
Поширення: Індія, М'янма, Непал, Китай; В'єтнам, Борнео, північний Пакистан на висотах від 1300 до 3000 метрів.